# Spermacoce filituba
Spermacoce filituba là một loài thực vật có hoa trong họ Thiến thảo. Loài này được (K.Schum.) Verdc. miêu tả khoa học đầu tiên năm 1975.